# Diferencias gramaticales entre el inglés estadounidense y el inglés británico
Algunas de las diferencias más notables entre el Inglés estadounidense y el británico son gramaticales.

## Concordancia sujeto-verbo
En inglés británico (BrE), los sustantivos colectivos pueden tomar formas verbales singulares (formal agreement) o plurales (notional agreement), según se haga hincapié en el ente en su conjunto o en los miembros individuales respectivamente; compárese a committee was appointed con the committee were unable to agree.: 23  El término the Government siempre toma un verbo plural en la administración pública británica, quizá para enfatizar el principio de responsabilidad colectiva del gabinete. Compárense también las siguientes líneas de la canción de Elvis Costello "Oliver's Army": Oliver's Army is here to stay / Oliver's Army are on their way. Algunos de estos sustantivos, por ejemplo staff,: 24 se combinan con verbos plurales la mayoría de las veces.
En inglés estadounidense (AmE), los sustantivos colectivos casi siempre se construyen en singular: the committee was unable to agree. Sin embargo, cuando un hablante desea enfatizar que los individuos actúan por separado, puede emplearse un pronombre plural con un verbo singular o plural: the team takes their seats, en lugar de the team takes its seats. Lo más probable es que la frase se reformule como the team members take their seats. Salvo excepciones como el uso en The New York Times, los nombres de los equipos deportivos suelen tratarse como plurales aunque la forma del nombre sea singular.

La diferencia se produce para todos los sustantivos de multitud, tanto los términos generales como team y company como los nombres propios (por ejemplo, cuando se utiliza un topónimo para referirse a un equipo deportivo). Por ejemplo
BrE: "SuperHeavy is a band that shouldn't work'' o "First Aid Kit are a band full of contradictions"; AmE: "The Clash is a well-known band."

BrE: "FC Red Bull Salzburg is an Austrian association football club"; AmE: "The New York Red Bulls are an American soccer team."
Los nombres propios que tienen forma plural llevan un verbo plural tanto en AmE como en BrE; por ejemplo, The Beatles are a well-known band; The Diamondbacks are the champions, con una excepción importante: en inglés estadounidense, the United States se utiliza casi universalmente con un verbo singular. Aunque la construcción the United States are era más común al principio de la historia del país, a medida que el gobierno federal singular ejerció más autoridad y se desarrolló una identidad nacional singular (especialmente tras la Guerra Civil Americana), se convirtió en norma tratar a los Estados Unidos como un sustantivo singular.

## Verbos

### Morfología verbal
- El pasado y el pasado participio de los verbos learn, spoil, spell, burn, dream, smell, spill, leap y otros pueden formarse con -t (learnt, spoilt, etc.) o con -ed (learned, spoiled, etc.). En el BrE, tanto las formas irregulares como las regulares son corrientes, pero para algunas palabras (como smelt y leapt) hay una fuerte tendencia hacia las formas irregulares, especialmente por parte de los usuarios de la pronunciación aceptada. Para otras palabras (como dreamed, leaned y learned[1]: 165, 316 ) las formas regulares son algo más comunes. Las terminaciones t pueden encontrarse con frecuencia en textos americanos antiguos, especialmente en poesía. El uso puede variar cuando los participios pasados se usan como adjetivos, como en burnt toast. Por ejemplo, la forma de dos sílabas learnèd  /ˈlɜːrnɪd/, normalmente escrita sin acento, se usa como adjetivo para significar "educado" o para referirse a instituciones académicas tanto en BrE como en AmE. Por último, el pasado y el participio pasado de dwell y kneel son más comunes dwelt y knelt en ambas normas, con dwelled y kneeled como variantes comunes en EE. UU. pero no en el Reino Unido.

- Lit como pasado de light es más común que lighted en el Reino Unido; el inglés americano utiliza lit para significar "prender fuego" / "encender" / "hacer que emita luz", pero lighted para significar "arrojar luz sobre" (por ejemplo, "The stagehand lighted the set and then lit a cigarette"[1]: 322 ). Por el contrario, el inglés británico prefiere fitted como pasado de fit en general, mientras que la preferencia del inglés estadounidense es más compleja: AmE prefiere fitted para el sentido metafórico de haber hecho un objeto [adjetivo-]"fit" (es decir, adecuado) para un propósito; en contextos transitivos espaciales, AmE usa fitted para el sentido de haber hecho que un objeto se ajuste a un objeto inalterado al que rodea (p. ej., "fitted X around Y") pero fit para el sentido de haber hecho que un objeto se ajuste a un objeto inalterado que lo rodea (p. ej., "fit[-pasado] X in Y"); y para los sentidos espaciales (tanto intransitivo como transitivo) de haber estado encajando con respecto al contorno, sin alteración de ninguno de los objetos implicados, AmE prefiere fit ("The clothes [pasado-]fit"; "The clothes [pasado-]fit me well").[1]: 208
- El pasado de escupir "expectorate" es spat en BrE, spit o spat en AmE.[1]: 512  AmE suele tener spat en contextos figurados, por ejemplo, "He spat out the name with a sneer", o en el contexto de expectoración de un objeto que no es saliva, por ejemplo, "He spat out the foul-tasting fish", pero spit por "expectorated" cuando se refiere sólo a la expulsión de flema o saliva.
- El participio pasado de saw es normalmente sawn en BrE y sawed en AmE (como en sawn-off/sawed-off shotgun).[1]: 487
- El participio pasado gotten se usa raramente en el BrE moderno, que generalmente usa got excepto cuando se fija en expresiones antiguas como ill-gotten gains y en la minoría de dialectos que conservan la forma antigua. Sin embargo, el diccionario estadounidense Merriam-Webster recoge "gotten" como participio pasado estándar de "get". Según el Compact Oxford English Dictionary, "La forma gotten no se usa en el inglés británico, pero es muy común en el inglés norteamericano".
- AmE, pero no BrE, tiene forgot como una alternativa menos común a forgotten para el participio pasado de forget.
- AmE permite además otros verbos irregulares, como dive (dove)[9][10] o sneak (snuck),[11][12] y a menudo mezcla las formas pretérita y participio pasado (spring-sprang, en Estados Unidos también usan spring-sprung),[13][14] obligando a veces a verbos como shrink (shrank-shrunk) a tener una forma adicional, así shrunk-shrunken.[15][16] Estos usos a menudo se consideran no estándar; el AP Stylebook en AmE trata algunos verbos irregulares como coloquialismos, insistiendo en las formas regulares para el pasado de dive, plead y sneak. Dove y snuck suelen considerarse no estándar en Gran Bretaña, aunque dove existe en algunos dialectos británicos y snuck se encuentra ocasionalmente en el habla británica.

### Uso de los tiempos verbales
- En BrE, have got o have se pueden utilizar para la posesión y have got to y have to se pueden utilizar para el modal de necesidad. Las formas que incluyen got se utilizan normalmente en contextos informales y las formas sin got en contextos más formales. En el habla americana se utiliza más la forma sin got que en el Reino Unido, aunque la forma con got se utiliza a menudo para dar énfasis. El AmE coloquial utiliza got informalmente como verbo finito para estos significados-por ejemplo, I got two cars, I got to go.
- En oraciones condicionales con cláusulas if, el uso oral en EE. UU. a menudo sustituye en la cláusula subordinada would y would have (normalmente abreviado a [I]'d y would've) por el pasado simple y por el pluscuamperfecto (If you'd leave now, you'd be on time. / If I would have [would've] cooked the pie we could have [could've] had it for lunch en lugar de If you left now, you'd be on time. / If I had cooked the pie we could have had it for lunch). Este uso tiende a evitarse por escrito porque a menudo se considera no estándar, aunque el uso de would está muy extendido en el inglés hablado estadounidense en todos los sectores de su sociedad. Algunas fuentes fiables consideran este uso aceptable en el inglés estadounidense y ya no lo califican de coloquial.[17][18] Sin embargo, hay situaciones en las que would también se utiliza en inglés británico en condiciones aparentemente contrafácticas, pero normalmente pueden interpretarse como un uso modal de would: SiIf you would listen to me once in a while, you might learn something.[19][20] Sin embargo, los casos en los que la acción de la cláusula if tiene lugar después de la de la cláusula principal, el uso de would en condiciones contrafácticas se considera un uso estándar y correcto incluso en el uso formal del Reino Unido y Estados Unidos:If it would make Bill happy, I'd [I would] give him the money.[21]
- El "subjuntivo presente" (morfológicamente idéntico al infinitivo desnudo) se usa regularmente en AmE en cláusulas mandativas (como en They suggested that he apply for the job). En BrE, este uso se redujo en el siglo XX en favor de construcciones como They suggested that he should apply for the job (o incluso, más ambiguamente, They suggested that he applied for the job). Sin embargo, el subjuntivo mandativo siempre se ha usado en BrE, especialmente en la escritura formal.[1]: 520 f

### Auxiliares verbales
- En la actualidad, shall es mucho más utilizado por los británicos que por los estadounidenses, que generalmente prefieren will.[22] Existen algunas reglas sobre esta distinción, que ahora son extrañas en AmE.[22] Sin embargo, shall sigue siendo común en los documentos jurídicos estadounidenses. Los estadounidenses suelen considerar shan't como una construcción estereotipada británica; en AmE, se sustituye casi invariablemente por won't o am/are/is not going to o sus contracciones. Tanto en la gramática británica como en la americana, would y should tienen significados diferentes. En la gramática británica, también es posible que should y would tengan el mismo significado, con una distinción sólo en términos de formalidad (should es simplemente más formal que would). Para la mayoría de los estadounidenses, este matiz se ha perdido, utilizándose would en ambos contextos;[23] por ejemplo, I should like to leave ya no es una forma formal de decir I would like to leave en el AmE moderno. Expresiones como I should be happy to go son bastante formales incluso en BrE.
- El futuro perifrástico "be going to" es aproximadamente el doble de frecuente en AmE que en BrE.
- El uso de "do" como propredicado es casi exclusivamente británico.[24]

Ejemplo: "Did Frank love it?" — "He must have done."
La respuesta AmE sería "He must have." omitiendo la forma de "do". El uso BrE se encuentra comúnmente con todas las formas de "do", por ejemplo:
I have done.
I haven't done.
I will do.
I might have done.
I could do.
I could have done.
I should do.

I should have done.
Excepto en la negativa, el pronombre inicial puede omitirse en el habla informal.

### Transitividad
Los siguientes verbos muestran diferencias en transitividad entre BrE y AmE:
- agree: Transitivo o intransitivo en BrE, normalmente intransitivo (excepto con cláusulas objetivas) en AmE (agree a contract/agree to on a contract, sin embargo se utiliza I agree that this is a good contract en ambos). Sin embargo, en la escritura jurídica formal en AmE y BrE se ven a menudo construcciones como as may be agreed between the parties (en lugar de as may be agreed upon between the parties).
- appeal (como una decisión): Suele ser intransitivo en BrE (se usa con against) y transitivo en AmE (appeal against the decision to the Court/appeal the decision to the Court).[26]
- catch up ("alcanzar y adelantar"): Transitivo o intransitivo en BrE, estrictamente intransitivo en AmE (to catch somebody up/to catch up with somebody). Existe una forma transitiva en AmE, con un significado diferente: to catch somebody up significa que el sujeto ayudará al objeto a alcanzarlo, más bien lo contrario del significado transitivo en BrE.
- cater ("proporcionar comida y servicio"): Intransitivo en BRE, transitivo o intransitivo en AME (to cater for a banquet/to cater a banquet).
- cater to ("permitir una posibilidad"): to cater to the speaker not turning up. Un hablante británico probablemente reformularía la frase.
- claim: A veces intransitivo en BrE (usado con for), estrictamente transitivo en AmE.
- meet: AmE utiliza intransitivo meet seguido de with para significar lo siguiente: "tener una reunión con (to have a meeting with)", como en el caso de los negocios (Yesterday we met with the CEO), y reserva transitivo meet para los significados "ser presentado a (to be introduced to)" (I want you to meet the CEO; she is such a fine lady), "reunirse con alguien, en algún lugar (to come together with)" (Meet the CEO at the train station), y "tener un encuentro casual con (to have a casual encounter with)".  El BrE utiliza el transitivo meet también para significar "tener una reunión con"; la construcción meet with, que en realidad se remonta al inglés medio, parece estar volviendo a utilizarse en Gran Bretaña, a pesar de que algunos comentaristas preferían evitar la confusión con meet with, que significa "recibir, someterse a (receive, undergo)" (lathe proposal was met with disapproval). La construcción meet up with (como reunirse con alguien), que se originó en EE. UU.,[1] : 343 ha sido estándar durante mucho tiempo en ambos dialectos.
- provide: Estrictamente monotransitivo en BrE, monotransitivo o ditransitivo en AmE (provide somebody with something/provide somebody something).
- protest: En sentido "oponerse", intransitivo en BrE, transitivo en AmE (The workers protested against the decision/The workers protested the decision). El intransitivo protest against en AmE significa "celebrar o participar en una manifestación contra". El sentido más antiguo "proclaim" es siempre transitivo (protest one's innocence).
- visit: En BrE, el verbo es transitivo; AmE usa tanto visit como visit with cuando el objeto es una persona o personas.
- write: En BrE, el objeto indirecto de este verbo suele requerir la preposición to, por ejemplo, I'll write to my MP o I'll write to her (aunque no es necesaria en algunas situaciones, por ejemplo cuando un pronombre de objeto indirecto se antepone a un sustantivo de objeto directo, por ejemplo, I'll write her a letter). En AmE, write puede usarse monotransitivamente (I'll write my congressman; I'll write him).

### Complementación
- Los verbos prevent y stop se pueden encontrar en dos construcciones diferentes: "prevent/stop someone from doing something" y "prevent/stop someone doing something". Esta última está bien establecida en BrE, pero no en AmE.
- Algunos verbos pueden adoptar una construcción to+infinitive o una construcción gerundio (por ejemplo, to start to do something/to start doing something). Por ejemplo, el gerundio es más común en los siguientes casos:
  - En AmE que en BrE, con start,[1]: 515  begin,[1] : 67 omit, enojy;
  - En BrE que en AmE, con love,[27] like, intend.

## Presencia (o ausencia) de elementos sintácticos
- Cuando una declaración de intenciones implica dos actividades separadas, los hablantes de BrE suelen utilizar "to go and" más infinitivo, mientras que también es aceptable para los hablantes de AmE utilizar "to go" más infinitivo. Así, donde los hablantes de BrE dirían "I'll go and take/have a bath", los hablantes de AmE también pueden decir "I'll go take/have a bath" (ambos también pueden usar la forma "to go to" en su lugar para sugerir que la acción podría fallar, como en "He went to take/have a bath, but the bathtub was full of children"). Del mismo modo, "to come" más infinitivo es aceptable para los hablantes de AmE, pero los hablantes de BrE utilizarían "to come and" más infinitivo. Así, donde un hablante de AmE puede decir "come see what I bought", los hablantes de BrE y algunos de AmE dirían "come and see what I've bought" (véase en el presente perfecto: una preferencia británica común).[28]
- Uso de preposiciones antes de mencionar días denotados por una sola palabra. Los británicos dicen She resigned on Thursday, pero los estadounidenses suelen decir She resigned Thursday aunque ambas formas son comunes en el uso estadounidense. Ocasionalmente, la preposición también está ausente cuando se refiere a meses: I'll be here December (aunque este uso suele limitarse al habla coloquial).
- En el Reino Unido, from se utiliza con fechas y horas solas con más frecuencia que en Estados Unidos. Los hablantes y escritores británicos pueden decir the new museum will be open from Tuesday, pero los estadounidenses suelen decir the new museum will be open starting o on Tuesday (esta diferencia no se aplica a las frases del patrón from A to B que se utilizan tanto en BrE como en AmE). Una variación o alternativa de esto es el mayoritariamente estadounidense the play opens Tuesday y el mayoritariamente británico the play opens on Tuesday.
- Los legisladores y juristas estadounidenses utilizan siempre la preposición of entre el nombre de un acto legislativo y el año en que fue aprobado, pero sus homólogos británicos no lo hacen. Compárese la Americans with Disabilities Act of 1990 con la Disability Discrimination Act of 1995. El año que precede al título abreviado también es habitual (por ejemplo, 19xx <título del acto>) en ambos sistemas a la hora de citar leyes, pero no está muy extendido. Esto se debe a que a los británicos se les enseña desde pequeños que, aunque se omita el of por escrito, debe seguir diciéndose al hablar o leer.

### Artículo determinado
- Algunos sustantivos "institucionales" no llevan artículo determinado cuando implican una función determinada: por ejemplo, "at the sea" (como marinero), "in prison" (como convicto) y "at/in university" (como estudiantes). Dentro de este grupo, el BRE tiene "en el hospital" (como paciente) y "en la universidad" (como estudiante), mientras que el AME requiere "in the hospital" y "at the university" (aunque, en AME, "in college" y "in school" son mucho más comunes para significar lo mismo). Cuando los roles implícitos de paciente o estudiante no se aplican, el artículo determinado se utiliza en ambos dialectos. Sin embargo, ambas variantes suprimen el artículo determinado en rush hour: at rush hour (BrE)/ in rush-hour traffic (AmE).
- El BrE distingue "in future" ('a partir de ahora') de "in the future" ('en algún momento futuro'); el AmE utiliza "in the future" para ambos sentidos.
- AmE suele omitir y BrE suele exigir el artículo determinado en algunas expresiones [aclaración necesaria] como "tell (the) time", "play (the) piano".
- En BrE, las autopistas numeradas suelen llevar el artículo determinado (por ejemplo, "the M25", "the A14"); AmE suele omitirlo en ("I-495", "Route 66"). El sur de California, Arizona y ciertas zonas en las que se habla el inglés del interior del norte de Estados Unidos son excepciones, donde "the 33", "the 5" o "the 10" son la norma (véase, por ejemplo, Carreteras estatales de California - Nomenclatura en el inglés californiano). Se sigue un patrón similar para las carreteras con nombre (Strand en Londres casi siempre se denomina "the Strand"), pero en América hay variaciones locales, y las autopistas estadounidenses más antiguas tienden a seguir el patrón británico ("the Boston Post Road").
- AmE distingue "in back of" [detrás de] de "in the back of"; BrE no usa el primero, que puede malinterpretarse como el segundo. (Ambos, sin embargo, distinguen "in front of" de "in the front of").
- Las fechas suelen incluir un artículo determinado en el BrE hablado, como "the eleventh of July", o "July the eleventh"; en AmE se dice más comúnmente "July eleventh", pero ocasionalmente "July eleven". Sin embargo, las variantes británicas también se encuentran en EE.UU., incluso en contextos formales, sobre todo en las zonas rurales de Nueva Inglaterra y el Sur profundo, quizá influidas por otras variantes del inglés; un ejemplo es "the Fourth of July", el Día de la Independencia en EE.UU.

### Verbos frasales
- En AmE, para la documentación suele usarse filled out, aunque no invariablemente, pero en BrE suelen usarse filled in. Sin embargo, en referencia a partes individuales de un formulario, los estadounidenses también pueden utilizar in (fill in the blanks). En AmE, el sentido fill it all in (refiriéndose al formulario como una colección de espacios en blanco, quizás) es tan común como fill it all out.
- Cuando los británicos se enfrentan a precios desorbitados, se utiliza el término fork out, pero los estadounidenses son más propensos a fork (it) over o a veces up; sin embargo, el uso out se encuentra en ambos dialectos.
- En ambos países se suele utilizar los siguientes términos: beat up (cuando los matones golpean a su víctima), pero AmE también permite beat on (ya que ambas variedades permiten un objeto inanimado, como un tambor) o beat up on, que a menudo se consideran argot.
- Cuando un evento al aire libre se pospone o se interrumpe por la lluvia, se dice rained off en el Reino Unido y rained out en Estados Unidos.[29][30]

## Otras diferencias gramaticales
- En BrE, la palabra sat se utiliza a menudo coloquialmente para englobar sat, sitting y seated: I've been sat here waiting for half an hour. The bride's family will be sat on the right-hand side of the church. Esta construcción no suele oírse fuera del Reino Unido. En los años 60, su uso marcaba a un orador como procedente del norte de Inglaterra, pero a principios del siglo XXI se había extendido al sur del país. Su uso suele transmitir una informalidad desenfadada en la que muchos hablantes utilizan intencionadamente un dialecto o una construcción coloquial que probablemente no emplearían en el inglés escrito formal. El uso coloquial es ampliamente comprendido por los hablantes británicos. Del mismo modo, se puede utilizar stood en lugar de standing. Para los estadounidenses, y aún para muchos británicos, estos usos son pasivos y pueden implicar que el sujeto ha sido obligado involuntariamente a sentarse o a ponerse de pie o que se le ha ordenado que se mantenga en ese lugar.
- Casi el 40% de los participantes en una encuesta nacional de los Estados Unidos afirmaron que podían utilizar la frase Are you coming with? para significar Are you coming with us? o Are you coming along?, pero rara vez se utiliza por escrito y los lingüistas asocian la frase especialmente con la parte alta del Medio Oeste de los Estados Unidos.[31] Come with se utiliza como abreviatura de come with me, como en I'm going to the office - come with por los hablantes de Minnesota y partes de los estados colindantes, que tenían un gran número de inmigrantes escandinavos, holandeses y alemanes; al hablar inglés, traducían frases equivalentes directamente de sus propias lenguas.[32] El alemán y el neerlandés tienen verbos separables que significan "come with", mitkommen, y meekomen. Es similar al inglés sudafricano, en el que la expresión procede del afrikáans, lengua de origen neerlandés.[33] Estas contracciones rara vez se utilizan en el BrE.
- Antes de algunas palabras que empiezan con una h pronunciada (no muda) en una primera sílaba átona, como hallucination, hilarious, historic(al), horrendous y horrific, algunos escritores británicos (sobre todo los más antiguos) prefieren utilizar an en lugar de a (an historical event, etc.).[34] Algunos escritores de BrE también prefieren an antes de hotel, probablemente como reflejo de la adopción relativamente reciente de la palabra a partir del francés, en la que la h no se pronuncia, pero también se ajusta a la regla de acentuación descrita, ya que es la segunda sílaba la que se acentúa.[35] El uso de "an" ante palabras que comienzan con una "h" no acentuada es menos común en general en AmE.[35] Este uso se consideraría ahora afectado o incorrecto en AmE,[36] que normalmente utiliza a en todos estos casos. Según The New Oxford Dictionary of English, este uso también es cada vez menos frecuente en el Reino Unido.[34] Sin embargo, a diferencia del BrE, el AmE suele utilizar an antes de herb, ya que la h de esta palabra es muda para la mayoría de los estadounidenses.
- El adverbio well puede usarse en BrE coloquial sólo con el significado "very" para modificar adjetivos. Por ejemplo, "The film was well good".[37]
- Tanto en inglés británico como americano, se dice menciona lo siguiente: make a decision; sin embargo, sólo en inglés británico la variante común take a decision es también una opción en un contexto formal, serio u oficial.[38]
- Los británicos a menudo describen a una persona como bronceada (tanned), mientras que los estadounidenses utilizarían tan. Por ejemplo, "she was tanned", en lugar de "she was tan".[39]